# Вулька-Констанця
Вулька-Констанця (пол. Wólka-Konstancja) — село в Польщі, у гміні Станіславув Мінського повіту Мазовецького воєводства.
Населення — 88 осіб (2011).
У 1975-1998 роках село належало до Седлецького воєводства.

## Демографія
Демографічна структура станом на 31 березня 2011 року:
|          | Загалом | Допрацездатний вік | Працездатний вік | Постпрацездатний вік |
| -------- | ------- | ------------------ | ---------------- | -------------------- |
| Чоловіки | 47      | 10                 | 30               | 7                    |
| Жінки    | 41      | 11                 | 20               | 10                   |
| Разом    | 88      | 21                 | 50               | 17                   |